# Petoševci
Petoševci su naseljeno mjesto u sastavu Grada Laktaši, Republika Srpska, BiH.

## Stanovništvo
| Petoševci          |              |
| godina popisa      | 1991.        |
| Srbi               | 490 (98,20%) |
| Hrvati             | 2 (0,40%)    |
| Muslimani          | 0            |
| Jugoslaveni        | 3 (0,60%)    |
| ostali i nepoznato | 4 (0,80%)    |
| ukupno             | 499          |